# セトゥーバル
セトゥーバル（ポルトガル語: Setúbal [sɨˈtuβal, -βɐl] ( 音声ファイル)）は、セトゥーバル県の県都であり、リスボン都市圏の最南端に位置するポルトガル第4の都市である。ポルトガル第9位の人口を誇る。

## 概要
リスボンから約40km南、サド川の北岸に位置する。古代ローマの時代から歴史を持つ都市として知られる。中世には交易都市として栄えた他、近代以降はポルトガル南部における漁業、工業、観光業などの各産業の拠点として重要な位置を占めている。
1860年9月15日に当時のポルトガル王ペドロ5世により、都市であると公認されたことから、この日を都市の休日としている。
モシュカテルという名前のワインの産地としても有名である他、後述のように様々な著名人を輩出している文化都市としての側面も持つ。

## 歴史
古代ローマがこの地を支配する以前、フェニキア人が交易拠点としてこの地を訪れていたとされる。古代ローマ時代の天文学者であり地理学者でもあったクラウディオス・プトレマイオスは、セトゥーバルからサド川を挟んだ対岸にあたるトロヤ半島について、紀元前1世紀ごろに塩田が存在し、カイトブリガという町があったと記している。カイトブリガは、古代ローマ時代に漁業と交易で栄えた町であったとされる。その後、町の中心機能はサド川を挟んだ北岸の現在のセトゥーバル付近に移動し、イスラム帝国時代にはセトゥーバル（شَطُوبَر [ʃeˈtˤuːbɑr]）と呼ばれるようになった。ポルトガル大航海時代には大西洋に面したセトゥーバルは重要な町として栄えたが、1755年に発生した大地震で街区が破壊された。19世紀後半になり、鉄道（現在のLinha do Sul）が開通すると共にポルトガルで初めての魚介類の缶詰工場が開設され、セトゥーバルはポルトガルの漁業（特にイワシ漁）およびその関連産業の中心地として再び発展した。20世紀になると、肥料・セメント・製紙・金属加工・造船などの各種の製造業がこの地に生産拠点を置くなど、世界的な工業化の進展によりこの町の産業構造にも変化が生じた。セトゥーバルは暫くのあいだ工業都市として栄えたが、20世紀末にはこれらの産業の多くは衰退し、街は大量の失業者で溢れた。近年は、自動車産業を中心にガラス・製薬・電機関連の工場が操業している他、手付かずの自然が残されているアラビダ自然公園やイルカのコロニーが点在するサド川、セトゥーバルに所属しないが、サド川の南岸に松林と砂浜が拡がる風光明媚な土地であるトロヤ半島への観光拠点へと成長している。

## 市内の歴史的建造物

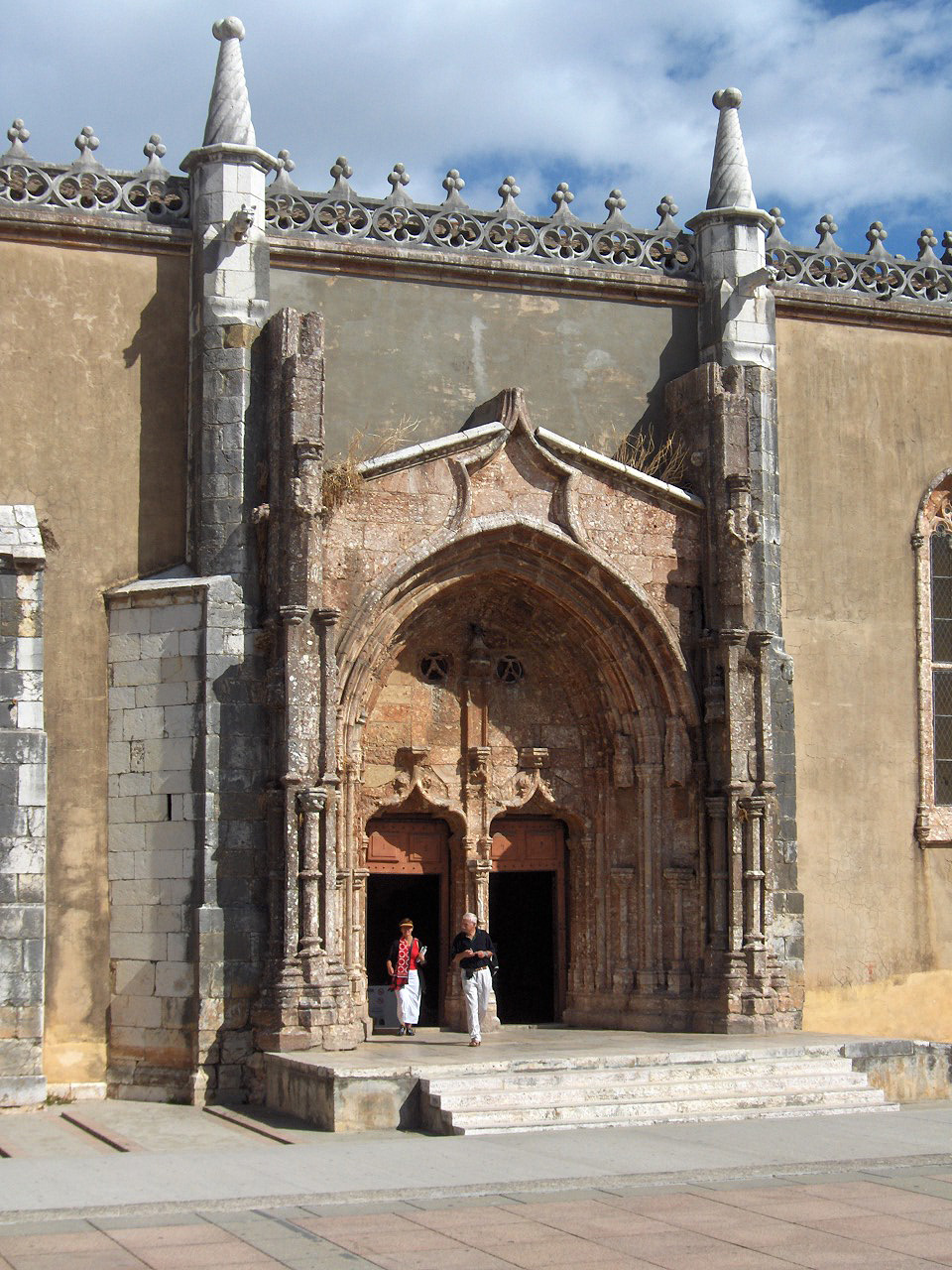
セトゥーバルのイエスの教会

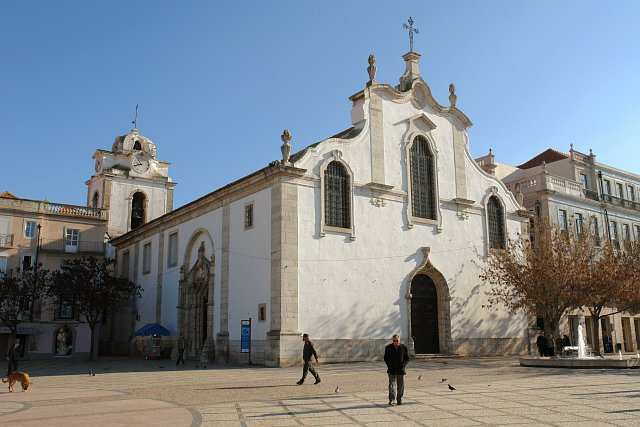
サン・ジュリアン教会

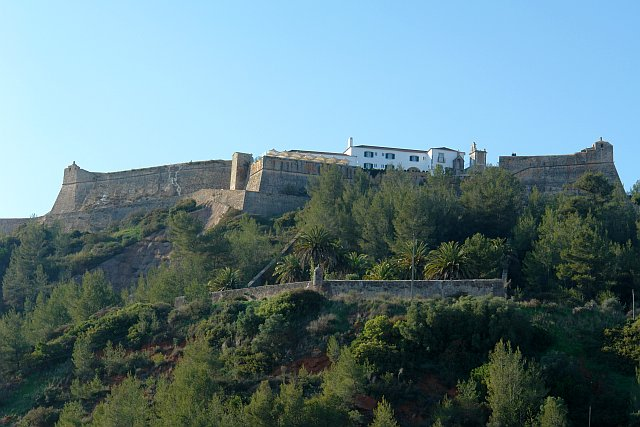
サン・フィリペ砦

### イエスの教会
セトゥーバルには様々な歴史的建造物が存在するが、中でも重要なのは、15世紀から16世紀にかけて建設されたイエスの教会である。ポルトガルの後期ゴシック建築を代表する建築物の1つであり、ジェロニモス修道院の建築にも従事したディエゴ・ボイタックも建設に当たっている。

### サン・ジュリアン教会
セトゥーバルにおける重要な教会であるサン・ジュリアン教会もまた、セトゥーバルを代表する建築物である。正確な建立時期は明らかではないが、16世紀には現在の姿になっていたとされている。

### サン・フィリペ砦
セトゥーバルにはスペイン、ポルトガル、イギリスの抗争を示す史跡や建造物が残されているが、その代表例が、市街地から西に約1.5km離れたところにあるサン・フェリペ砦（サン・フェリペ城）である。この砦は1590年に、ポルトガルを併合したスペイン国王フェリペ2世によりイギリス軍の攻撃を防ぐための城塞として建設された。城塞内の礼拝堂には、サン・フィリペの生涯を描いた18世紀のアズレージョが残されている。

## 自然
1976年に指定されたアラビダ自然公園は、ダルマチア周辺のアドリア海のような景観を残している自然公園である。面積は、108平方km。

## 人物
セトゥーバルは多くの文人や芸術家を輩出している。ポルトガルを代表する詩人マヌエル・マリア・バルボサ・ド・ボカージェとオペラ歌手のルイサ・トディはこの町の出身である。
また、FCポルト、レアル・マドリーCF、チェルシーFC、インテル・ミラノなど、ヨーロッパのサッカークラブの監督を務めたジョゼ・モウリーニョもセトゥーバル生まれである。

## スポーツ
ヴィトーリアFC（ヴィトーリア・セトゥーバル）は、セトゥーバルを本拠地とする総合スポーツクラブである。サッカー部門はプリメイラ・リーガに所属している。

## 交通機関

### 鉄道
- セトゥーバル駅（ポルトガル語版） : リスボン近郊鉄道のフェルタグス（Fertagus）線の終点でありサド線の途中駅、長距離鉄道ポルトガル南線（ポルトガル語版）の駅。市街地の北東に位置する。リスボン行きのフェルタグス線は1時間に1本（所要時間約1時間）運行（2015年夏ダイヤ現在）されている。また、リスボン対岸のバレイロ行きのサド線の列車が1時間に2本（所要時間30分）運行[6]（2015年夏ダイヤ現在）されている。
- Praça do Quebedo駅 : リスボン近郊鉄道のサド線の途中駅であり、ポルトガル南線（ポルトガル語版）の駅。市街地中心部に位置する。リスボン対岸のバレイロ行きのサド線の列車が1時間に2本程度（所要時間30分）運行（2015年夏ダイヤ現在）されている。

### バス
- 市街地中心部のAv. 5 de Outubroにあるバスターミナルには、TST社の高速バスが発着している。たとえば、リスボンのオリエンテ駅前やエスパーニャ広場には1時間に1本（所要時間約40分〜50分）の急行バスが運行（2015年夏ダイヤ現在）されている。